# ریدیوهد: بهترین‌ها
ریدیوهد: بهترین‌ها آلبوم گرداوری شده از گروه آلترناتیو راک ریدیوهد است. آلبوم حاوی تک‌اهنگ‌های ریدیوهد تا زمان انتشار به همراه و یک بی-ساید است که گروه به همراه ای‌ام‌آی از ۱۹۹۳ تا ۲۰۰۳ منتشر کرده‌است.تمامی آهنگ‌های این مجموعه قبلاً منتشر شده بودند.دی‌وی‌دی این مجموعه نیز حاوی بیست و یک نماهنگ است که نه تای آن‌ها پیش از این منتشر نشده بودند.آلبوم در جدول فروش بریتانیا به رتبه چهارم رسید و نقدهای مثبتی به همراه داشت.
این اولین آلبوم جمع‌آوری شده گروه تا آن زمان بوده اما آهنگ‌ها هیچ‌کدام توسط گروه انتخاب نشده بودند بلکه ای‌ام‌آی بعد از جدایی گروه از این شرکت آهنگ‌های را انتخاب کرده‌است.برخی آهنگ‌های گروه که به صورت تک‌آهنگ منتشر نشده بودند نیز در آلبوم وجود داشته‌است.

## لیست آهنگ‌ها
تمامی آهنگ‌ها توسط ریدیوهد نوشته شده‌اند.

### سی‌دی اول
1. "فقط" (از آلبوم خمش‌ها)  – 3:54
2. "پارانوید اندروید" (از آلبوم اوکی کامپیوتر)  – 6:27
3. "کارما پلیس" (از آلبوم اوکی کامپیوتر)  – 4:24
4. "خزش (ترانه)" (از آلبوم پابلو هانی)  – 3:57
5. "تعجبی نداره" (از آلبوم اوکی کامپیوتر)  – 3:49
6. "وامانده" (از آلبوم خمش‌ها)  – 4:17
7. "شش آهنی من" (از آلبوم خمش‌ها)  – 4:36
8. "آنجا آنجا" (از آلبوم زنده باد دزدها)  – 5:21
9. "خوش‌شانس" (از آلبوم اوکی کامپیوتر)  – 4:18
10. "درختان پلاستیکی جعلی" (originally از آلبومخمش‌ها)  – 4:51
11. "ایدیوتک" (از آلبوم کید ای)  – 4:37
12. "۲+۲=۵" (از آلبوم زنده باد دزدها)  – 3:19
13. "خمش‌ها" (از آلبوم خمش‌ها)  – 4:05
14. "ترانه هرم" (از آلبوم فراموشکار)  – 4:49
15. "روح خیابان (محو شدن)" (از آلبوم خمش‌ها)  – 4:13
16. "همه چیز سر جای خودش است" (از آلبوم کید ای)  – 4:11
17. "تو و کدام ارتش که؟" (از آلبوم فراموشکار)  - 3:11

### سی‌دی دوم
1. "ایربگ (آهنگ)" (از آلبوم اوکی کامپیوتر)  – 4:47
2. "من ممکنه اشتباه کنم" (از آلبوم فراموشکار)  – 4:52
3. "برو بخواب" (از آلبوم زنده باد دزدها)  – 3:22
4. "Let Down" (از آلبوم اوکی کامپیوتر)  – 4:59
5. "سیاره تلکس" (از آلبوم خمش‌ها)  – 4:19
6. "ترانه پایان (برای فیلم)" (از آلبوم اوکی کامپیوتر)  – 4:27
7. "سرود ملی" (از آلبوم کید ای)  – 5:47
8. "چاقوها بیرون" (از آلبوم فراموشکار)  – 4:15
9. "Talk Show Host"